# Xiphidium xanthorrhizon
Xiphidium xanthorrhizon là một loài thực vật có hoa trong họ Huyết bì thảo. Loài này được C.Wright ex Griseb. miêu tả khoa học đầu tiên năm 1866.